# Fruela I d'Astúries
Fruela I d'Astúries dit el Cruel (?722 - Cangues d'Onís, 768) fou rei d'Astúries (757-768).
Va néixer vers el 735. Va ser el primer fill d'Alfons I d'Astúries i d'Ermessenda. Va esdevenir rei en morir el seu pare el 757, tot i que no totes les fonts es posen d'acord en la duració del seu regnat, al que donen una durada d'entre onze i tretze anys, tot i que, segons Antonio Floriano, el Chronicon Albeldense és la que més s'ajusta a la fi del regnat anterior amb la data de mort de Fruela. Sí és una dada precisa la successió, atès que totes les cròniques indiquen que succeeix al seu pare, i només la Nomina Legionensium indica erròniament que el successor va ser el germà d'Alfons, el seu oncle, de nom homònim, Fruela de Cantàbria.
Vora el 763 es va casar amb Múnia d'Àlaba, una captiva vascona, amb la qual va tenir Alfons el Cast (765-842), rei d'Astúries i una filla, casada amb Nepocià, rei usurpador d'Astúries.
La seva autoritat va ser contestada l'any següent per una ràtzia que va entrar per Gal·lècia, amb un moviment àgil de la cavalleria andalusina, que es trasllada ràpidament gràcies a les calçades romanes i a la manca de centres urbans. D'altra banda, va reprimir durament una revolta dels bascons d'Àlaba contra la seva autoritat així com un dels nobles gallecs l'any 766. Per aquest motiu el seu sobrenom del Cruel. Va derrotar els musulmans comandats per Omar, un dels fills de Abd-ar-Rahman I ad-Dàkhil a la batalla de Pontumio, que morí en la batalla. Va reformar el clergat del seu regne, prohibint el casament d'aquests i obligant a deixar les esposes d'aquells que estiguessin casats, cosa que va provocar una gran enemistat per la seva part.
La imatge que ofereixen les cròniques sobre Fruela són molt diferents: les andalusines el descriuen com un rei valent i amb capacitat de gestió, mentre que les asturs el presenten com un mal monarca i una persona sanguinària. A Fruela se li atribueix l'assassinat del seu germà Vimara, segons el Chronicon Albeldense «per la seva ambició envejosa de governar», veient es guanyava les simpaties de l'aristocràcia el va matar personalment, acusat d'encapçalar una conspiració per destronar-lo. Això va provocar que també la noblesa s'enemistés amb ell i l'assassinés a Cangues d'Onís, i es van confabular per escollir com a successor seu al tron asturià al seu cosí Aureli I d'Astúries. Va fundar la ciutat d'Oviedo, on fou enterrat al costat de la seva dona.
Va ser enterrat a la catedral de Sant Salvador d'Oviedo.